# Leoptobyrsa decora
Leoptobyrsa decora är en insektsart som beskrevs av Drake 1922. Leoptobyrsa decora ingår i släktet Leoptobyrsa och familjen nätskinnbaggar. Inga underarter finns listade i Catalogue of Life.